# Swedish Music Hall of Fame
Swedish Music Hall of Fame (SMHoF) är ett initiativ och en utmärkelse som uppmärksammar svensk populärmusik. Bakom initiativet står insamlingsstiftelsen Svenska Musikskattens Hus som bildades 2011 och vars uppgift är att tillgängliggöra och sprida kunskap om den svenska musikskatten. Swedish Music Hall of Fame har sin förebild i amerikanska Rock and Roll Hall of Fame.
Tidigare fanns även ett museum på Djurgården i Stockholm som invigdes i maj 2013 och stängdes i februari 2017.

## Om museet
Museet var beläget i kvarteret Konsthallen vid Djurgårdsvägen intill Liljevalchs konsthall. Museet öppnade samtidigt som Abbamuseet i maj 2013 och stängdes i februari 2017 "av utrymmesskäl". Byggnaden inrymde även ett hotell (Pop House Hotel) och en restaurang. På platsen låg tidigare Restaurang Lindgården.
Swedish Music Hall of Fame visade temporära och permanenta musikutställningar om svensk populärmusik från 1920 fram till idag.
Sedan maj 2018 finns istället en permanent utställning om svensk pophistoria på Scenkonstmuseet i Stockholm. Utställningen visar texter, filmer och ett antal unika objekt kopplade till de invalda i Swedish Music Hall of Fame.

## Om Swedish Music Hall of Fame
Swedish Music Hall of Fame (SMHoF) har sin förebild i Rock and Roll Hall of Fame och presenterar framgångsrika svenska musiker och grupper. Det långsiktiga syftet med Swedish Music Hall of Fame är att hylla de personer som lagt grunden för svensk populärmusik och därigenom inspirera till nyskapande och utveckling inom musiken.
Till Swedish Music Hall of Fame väljs musiker, låtskrivare, artister, producenter eller andra som har haft betydande inflytande för populärmusikens utveckling i Sverige. För att bli upptagen i Hall of Fame måste det ha gått 20 år sedan artisten debuterade. Varje år väljs ytterligare musikskapare in och hedras i samband med det i en hyllningsceremoni där samtida artister tolkar deras musik.
Urvalet till Swedish Music Hall of Fame görs av en expertjury vars sammansättning förändras årligen. De redan invalda i Hall of Fame ingår i en så kallad ”stor-jury” med möjlighet att påverka vilka artister som de önskar se vid sin sida.

### Artister invalda 2014
De första tolv artister som valdes in presenterades 6 februari 2014. Juryn som valde ut artisterna bestod år 2014 av musikjournalisterna Jan Gradvall, Kersti Adams-Ray, Per Sinding-Larsen och Ametist Azordegan.
- Abba
- Eva Dahlgren
- Ebba Grön
- Entombed
- Jan Johansson
- The Latin Kings
- Nationalteatern
- Stina Nordenstam
- Roxette
- Evert Taube
- Cornelis Vreeswijk
- Monica Zetterlund

### Invalda 2015
Den 12 februari offentliggjordes 2015 års invalda musikskapare och artister. Juryn bestod 2015 av Jan Gradvall, Per Sinding-Larsen, Ametist Azordegan och Kerstin Behrendtz. Nytt för detta år var att de tidigare invalda artisterna och musikskaparna fick möjlighet att vara delaktiga i röstningsprocessen och påverka vilka de önskade se invalda.
- Alice Babs
- Jussi Björling
- Gullan Bornemark
- Anders Burman
- Neneh Cherry
- Carola Häggkvist
- Ulf Lundell
- Yngwie Malmsteen
- Peps Persson
- Robyn

### Invalda 2016
Den 11 februari 2016 offentliggjordes 2016 års invalda artister och musikskapare. I juryn satt Jan Gradvall, Per Sinding-Larsen, Ametist Azordegan, Kerstin Behrendtz och Anna Charlotta Gunnarsson.
- Leila K
- Denniz Pop
- Kent
- Barbro Hörberg
- Karl Gerhard
- Monica Dominique
- Sven-Ingvars
- Owe Thörnqvist
- Siw Malmkvist

### Invalda 2017
Den 23 mars offentliggjordes 2017 års invalda artister och musikskapare. I juryn satt Anna Charlotta Gunnarson (ordförande), Per Sinding-Larsen, Kerstin Behrendtz och Lars Nylin.
- Britt Lindeborg
- Calle Jularbo
- Lill-Babs
- Looptroop Rockers
- Magnus Uggla
- Merit Hemmingson
- Ola Håkansson
- The Cardigans

### Invalda 2018
Den 3 maj 2018 offentliggjordes årets invalda artister och musikskapare. I juryn satt Fredrik Strage, Tara Moshizi, Kerstin Behrendtz, Lars Nylin och Anna Charlotta Gunnarson (ordförande).
- Broder Daniel
- Marie Bergman
- Kai Gullmar
- Ted och Kenneth Gärdestad
- Doris
- Europe
- Titiyo

### Invalda 2020
Svenska Musikskattens Hus gjorde ett uppehåll under 2019 då VD Charlotte Wiking gick bort i slutet av 2018. Den 17 april 2020 offentliggjordes dock nya invalda artister med chefredaktör Lars Nylin som ny juryordförande. Nya i juryn var musikjournalisterna Petra Markgren Wangler och Stefan Wermelin. 
- Tant Strul
- Pugh Rogefeldt
- Povel Ramel
- Martin "Max Martin" Sandberg
- Lill Lindfors
- Karin Dreijer
- Ingela "Pling" Forsman
- Infinite Mass
- Håkan Hellström
- Georg Riedel

### Invalda 2021
Den 27 maj 2021 offentliggjordes nya invalda artister.
- Py Bäckman
- Björn Skifs
- Bathory
- Timbuktu
- Lisa Nilsson

### Invalda 2022
Den 15 juni 2022 offentliggjordes nya invalda artister. Nya i juryn var musikjournalisten Alexandra Sundqvist och musikredaktören Mathias Bridfelt. 
- The Soundtrack of Our Lives
- Petter
- Monica Törnell
- Lars Gullin
- Brita Borg

### Invalda 2023
Den 13 september 2023 offentliggjordes nya invalda artister.
- Ann-Louise Hanson
- Mando Diao
- Lena Willemark
- Jenny Wilson
- Tomas Ledin

### Invalda 2024
Den 24 september 2024 offentliggjordes årets inval av artister. Ny ordförande för invalsjuryn är musikredaktören Mathias Bridfelt. Juryn består utöver det av musikjournalisten och poeten Alexandra Sundqvist samt kulturjournalisterna Ika Johannesson och Fredrik af Trampe. De som valdes in 2024 är:
- Ace of Base
- Lisa Ekdahl
- Eldkvarn
- José González
- Refused
- Alice Tegnér
- Freddie Wadling

## Bilder från öppnandet av SMHoF 2013 och inne i museet

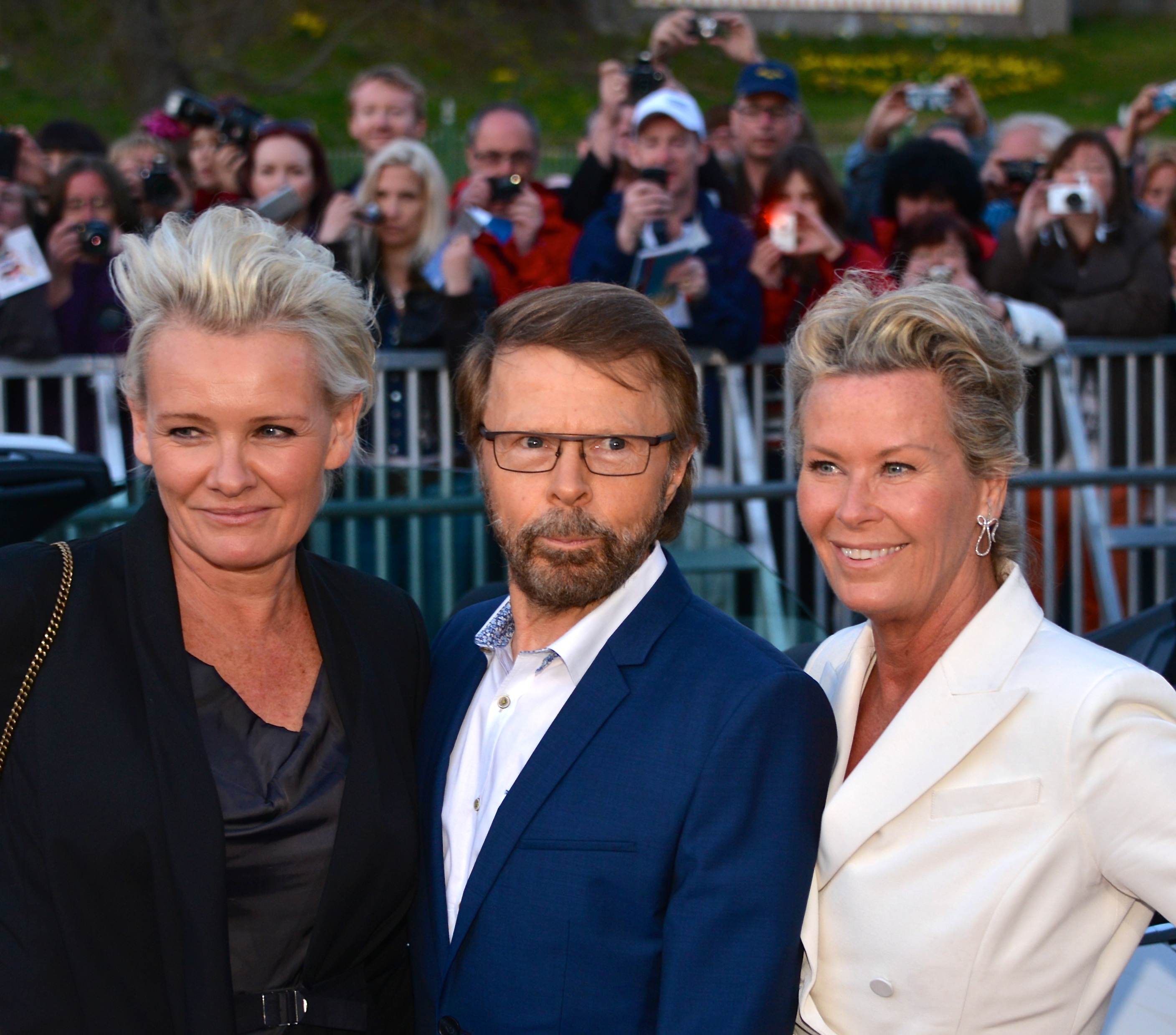
Eva Dahlgren (invald 2014), Björn Ulvaeus (invald med Abba 2014) och Efva Attling.
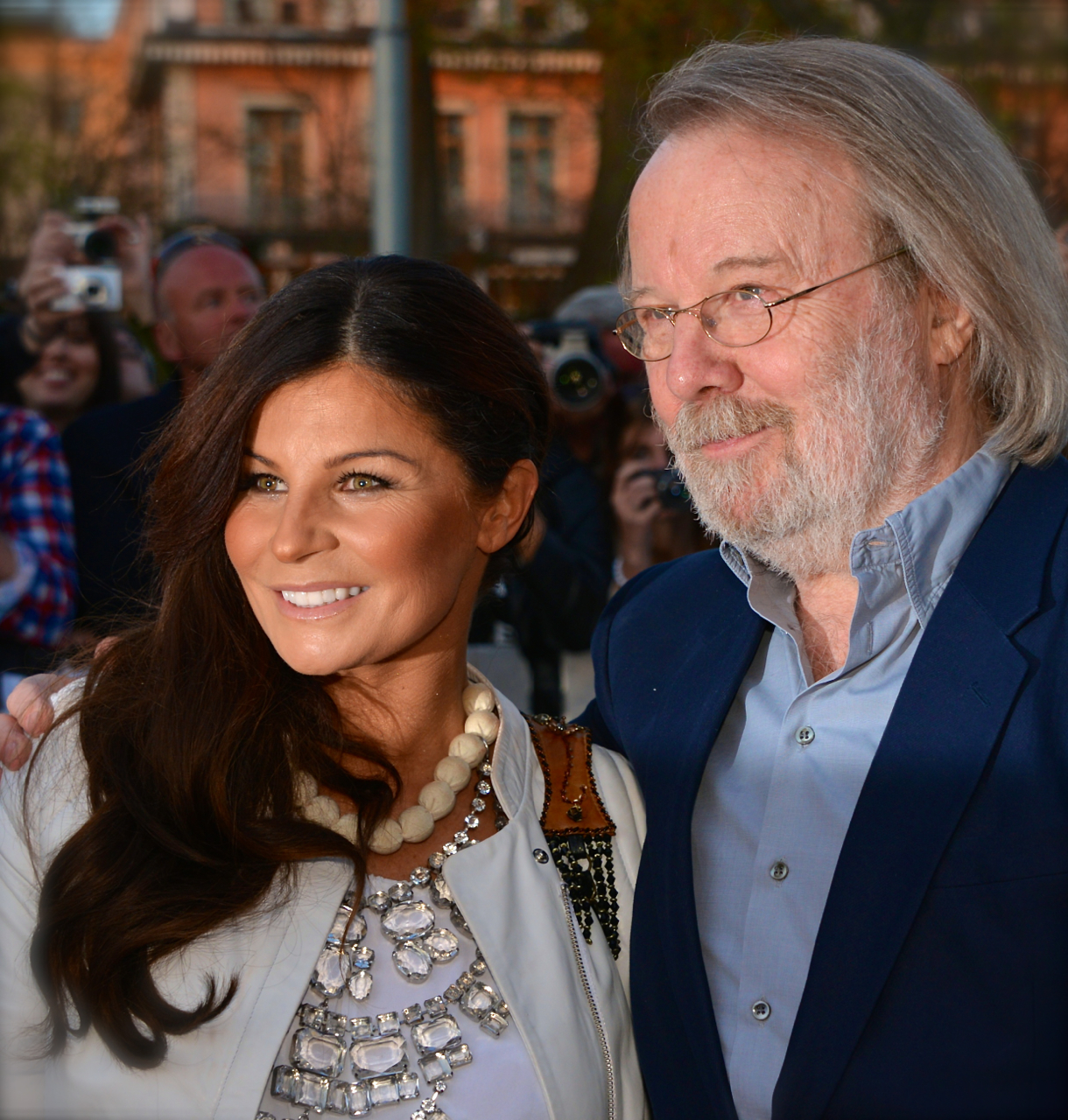
Carola Häggkvist (invald 2015) och Benny Andersson  (invald med Abba 2014).
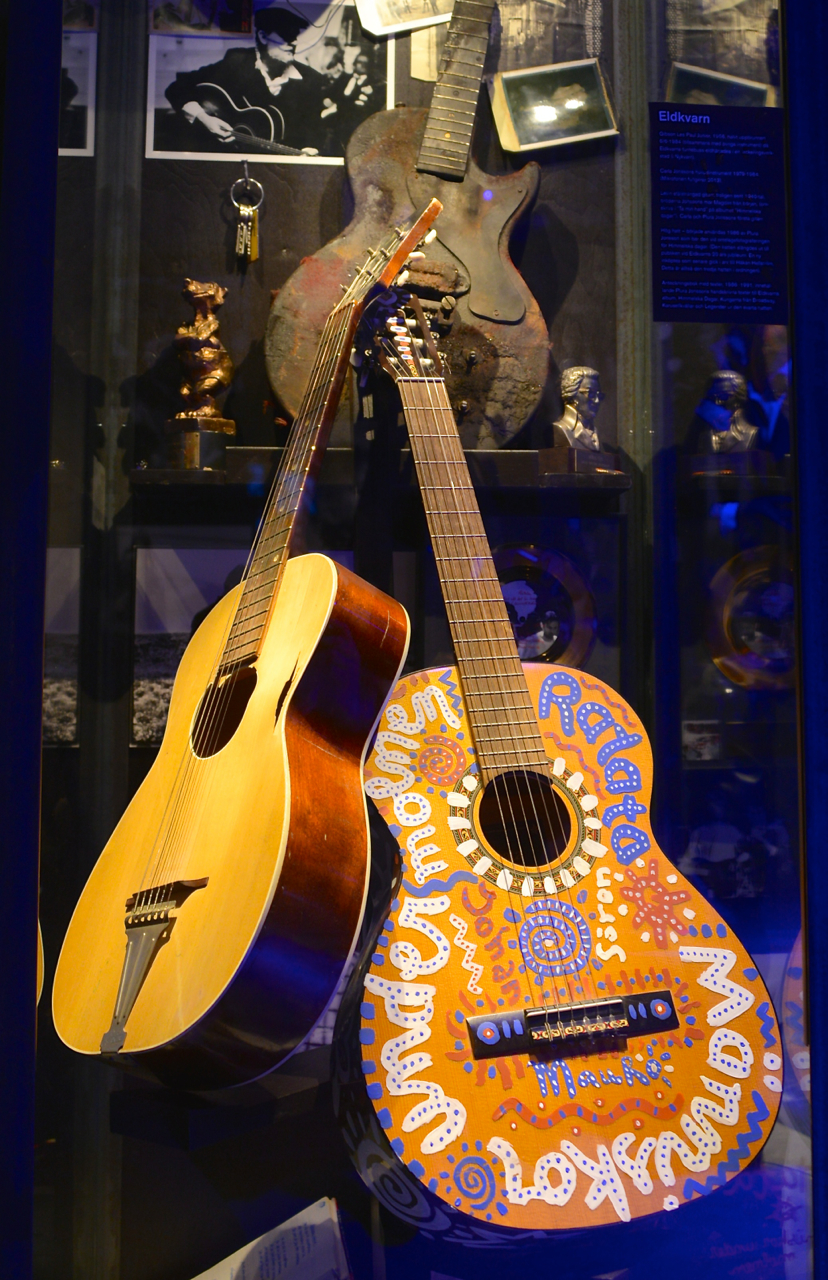
Eldkvarns gitarrer.
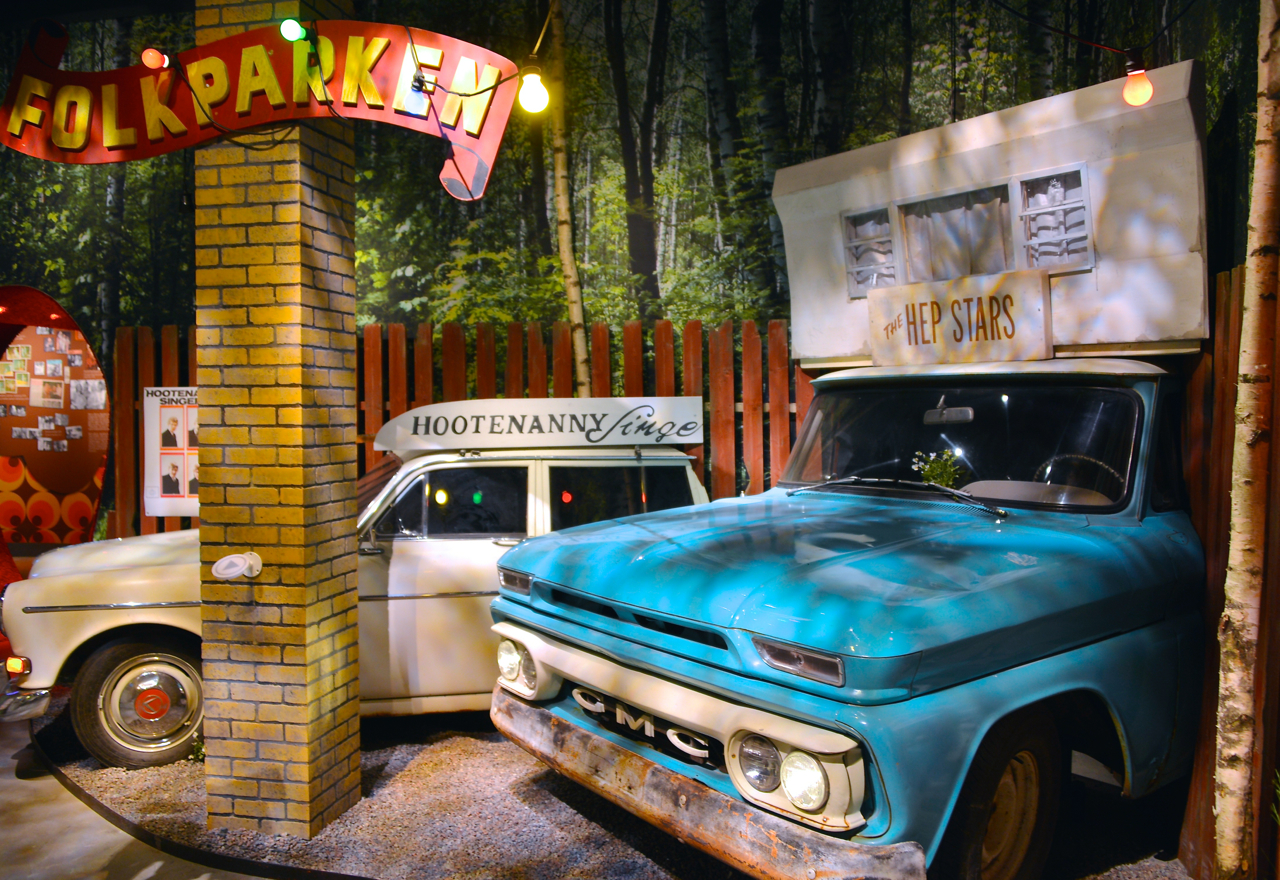
Hep Stars och Hootenanny Singers turnébilar utställda i en folkpark från 1960-talet.